# Bailamos
"Bailamos" (tiếng Anh: "We Dance" hoặc "Let's Dance") là một bài hát của nghệ sĩ thu âm người Tây Ban Nha Enrique Iglesias nằm trong album phòng thu tiếng Tây Ban Nha thứ năm của anh, Cosas del Amor (1998). Bài hát sau đó còn xuất hiện trong album nhạc phim của bộ phim năm 1999 Wild Wild West cũng như được phối lại cho album tiếng Anh đầu tay của Iglesias, Enrique (1999). Nó được phát hành vào ngày 15 tháng 6 năm 1999 như là đĩa đơn thứ hai trích từ Wild Wild West và đầu tiên từ Enrique bởi Fonovisa Records cũng như Interscope Records, Overbrook Entertainment và Universal Music Group ở nhiều thị trường khác. Bài hát được viết lời bởi Paul Barry và Mark Taylor, trong khi phần sản xuất được đảm nhiệm bởi Taylor và Brian Rawling.
"Bailamos" là một bản Latin pop kết hợp với những yếu tố của flamenco và dance-pop với nội dung liên quan đến việc khiêu vũ trên sàn nhảy. Sau khi phát hành, bài hát nhận được những phản ứng tích cực từ các nhà phê bình âm nhạc, trong đó họ đánh giá cao giai điệu bắt tai cũng như quá trình sản xuất của nó. "Bailamos" cũng gặt hái những thành công vượt trội về mặt thương mại, đứng đầu bảng xếp hạng ở Tây Ban Nha và lọt vào top 10 ở hầu hết những quốc gia nó xuất hiện, bao gồm vươn đến top 5 ở nhiều thị trường lớn như Canada, Hà Lan, New Zealand, Na Uy, Thụy Điển và Vương quốc Anh. Tại Hoa Kỳ, nó đạt vị trí số một trên bảng xếp hạng Billboard Hot 100 trong hai tuần liên tiếp, trở thành đĩa đơn quán quân đầu tiên trong sự nghiệp của Iglesias tại đây.
Ba video ca nhạc khác nhau đã được phát hành cho "Bailamos", trong đó video đầu tiên bao gồm những cảnh Iglesias đi bộ trên đường phố và nhìn chằm chằm vào một tòa nhà có hai vũ công flamenco đang khiêu vũ. Video thứ hai được đạo diễn bởi Nigel Dick, trong đó nam ca sĩ hóa thân thành một sát thủ bị truy nã, trước khi vui vẻ nhảy múa với những nữ vũ công ở nơi anh đang chạy trốn, bên cạnh những hình ảnh từ Wild Wild West. Phiên bản video thứ ba của "Bailamos" do Paul Hunter làm đạo diễn với bối cảnh ở một vũ trường, và bao gồm những cảnh Iglesias khiêu vũ với một cô gái trên sàn nhảy. Để quảng bá bài hát, Igleias đã trình diễn nó trên nhiều chương trình truyền hình, như Top of the Pops và The Rosie O'Donnell Show cũng như trong tất cả những chuyến lưu diễn trong sự nghiệp của anh. Được ghi nhận là bài hát đột phá trong sự nghiệp của nam ca sĩ, "Bailamos" đã giúp Iglesias đạt được hợp đồng thu âm quốc tế với Interscope Records, và được hát lại và sử dụng làm nhạc mẫu bởi nhiều nghệ sĩ.

## Danh sách bài hát
Đĩa CD tại châu Âu
1. "Bailamos" – 3:39
2. "Bailamos" (Groove Brothers Radio chỉnh sửa) – 3:24

Đĩa CD tại Anh quốc
1. "Bailamos" (bản album) – 3:37
2. "Bailamos" (The Groove Brothers phối lại) – 5:06
3. "Bailamos" (Fernando's Latin phối) – 5:30

Đĩa CD tại Hoa Kỳ
1. "Bailamos" (bản album) – 3:38
2. "Bailamos" (Latin Radio phối) – 3:45

## Xếp hạng
| Bảng xếp hạng (1999–2004)                  | Vị trí cao nhất |
| ------------------------------------------ | --------------- |
| Úc (ARIA)                                  | 13              |
| Áo (Ö3 Austria Top 40)                     | 17              |
| Bỉ (Ultratop 50 Flanders)                  | 11              |
| Bỉ (Ultratop 50 Wallonia)                  | 6               |
| Canada Top Singles (RPM)                   | 2               |
| Canada Adult Contemporary (RPM)            | 1               |
| Canada Dance/Urban (RPM)                   | 3               |
| CH Séc (IFPI)                              | 13              |
| Đan Mạch (IFPI)                            | 8               |
| Châu Âu (Eurochart Hot 100)                | 4               |
| Phần Lan (Suomen virallinen lista)         | 18              |
| Pháp (SNEP)                                | 6               |
| Đức (GfK)                                  | 10              |
| Hy Lạp (IFPI Greece)                       | 6               |
| Hungary (Mahasz)                           | 2               |
| Iceland (Íslenski Listinn Topp 40)         | 8               |
| Ireland (IRMA)                             | 15              |
| Italy (Musica e dischi)                    | 12              |
| Hà Lan (Dutch Top 40)                      | 4               |
| Hà Lan (Single Top 100)                    | 4               |
| New Zealand (Recorded Music NZ)            | 2               |
| Na Uy (VG-lista)                           | 3               |
| Scotland (OCC)                             | 8               |
| Tây Ban Nha (PROMUSICAE)                   | 1               |
| Thụy Điển (Sverigetopplistan)              | 2               |
| Thụy Sĩ (Schweizer Hitparade)              | 8               |
| Anh Quốc (OCC)                             | 4               |
| Hoa Kỳ Billboard Hot 100                   | 1               |
| Hoa Kỳ Adult Contemporary (Billboard)      | 14              |
| Hoa Kỳ Adult Pop Airplay (Billboard)       | 35              |
| Hoa Kỳ Dance Club Songs (Billboard)        | 1               |
| Hoa Kỳ Hot Dance Singles Sales (Billboard) | 3               |
| Hoa Kỳ Hot Latin Songs (Billboard)         | 1               |
| Hoa Kỳ Pop Airplay (Billboard)             | 4               |
| Hoa Kỳ Tropical Airplay (Billboard)        | 3               |

| Bảng xếp hạng (1999)                  | Vị trí |
| ------------------------------------- | ------ |
| Australia (ARIA)                      | 55     |
| Belgium (Ultratop Flanders)           | 59     |
| Belgium (Ultratop Wallonia)           | 26     |
| Canada (RPM)                          | 17     |
| Canada Dance/Urban (RPM)              | 23     |
| Europe (European Hot 100 Singles)     | 25     |
| France (SNEP)                         | 36     |
| Germany (Official German Charts)      | 77     |
| Italy (FIMI)                          | 75     |
| Japan (Tokyo Hot 100)                 | 92     |
| Netherlands (Dutch Top 40)            | 23     |
| Netherlands (Single Top 100)          | 31     |
| New Zealand (Recorded Music NZ)       | 2      |
| Norway Summer Period (VG-lista)       | 8      |
| Sweden (Sverigetopplistan)            | 22     |
| UK Singles (Official Charts Company)  | 89     |
| US Billboard Hot 100                  | 26     |
| US Hot Dance Club Songs (Billboard)   | 33     |
| US Hot Latin Songs (Billboard)        | 7      |
| US Hot Latin Pop Songs (Billboard)    | 3      |
| US Hot Soundtrack Singles (Billboard) | 5      |

## Chứng nhận
| Quốc gia                                                                           | Chứng nhận | Số đơn vị/doanh số chứng nhận |
| ---------------------------------------------------------------------------------- | ---------- | ----------------------------- |
| Úc (ARIA)                                                                          | Vàng       | 35.000^                       |
| Bỉ (BEA)                                                                           | Vàng       | 25.000*                       |
| Pháp (SNEP)                                                                        | Vàng       | 250.000*                      |
| New Zealand (RMNZ)                                                                 | Vàng       | 5.000*                        |
| Na Uy (IFPI)                                                                       | Vàng       | 10,000*                       |
| Thụy Điển (GLF)                                                                    | Bạch kim   | 30.000^                       |
| Anh Quốc (BPI)                                                                     | Bạc        | 200.000^                      |
| Hoa Kỳ (RIAA)                                                                      | Vàng       | 700,000                       |
| * Chứng nhận dựa theo doanh số tiêu thụ. ^ Chứng nhận dựa theo doanh số nhập hàng. |            |                               |